# Psyllotoxus faurei
Psyllotoxus faurei is een keversoort uit de familie van de boktorren (Cerambycidae). De wetenschappelijke naam van de soort werd voor het eerst geldig gepubliceerd in 2012 door Nearns & Tavakilian.